# Sorry Seems to Be the Hardest Word
Sorry Seems to Be the Hardest Word (englisch für „Entschuldigung scheint das schwierigste Wort zu sein“) ist ein Musiktitel des britischen Sängers und Komponisten Elton John, der Liedtext wurde von Bernie Taupin geschrieben.
Nach einer für seine Verhältnisse längeren Konzertpause stellt John 1977 bei einem Auftritt in Wembley sein neues Album Blue Moves vor und kündigte dabei an, nicht mehr auf Konzerttour gehen zu wollen. Die Worte fielen ihm sichtlich schwer, als er sagte „Dies wird mein letzter Auftritt sein“. Im Anschluss daran spielte er einer Entschuldigung gleich Sorry Seems to Be the Hardest Word.

## Hintergrund
John komponierte nicht nur die Musik des Liedes, er schrieb auch große Teile des Textes, als er an der Melodie arbeitete. Taupin vervollständigte lediglich die Zeilen, gab ihnen den letzten Schliff und ließ sich schließlich den Titel einfallen – womit er sonst begann.
In nur wenigen Jahren auf den Konzertbühnen dieser Welt, hatten John und Taupin Riesenerfolge feiern können und ein Erfolgsalbum nach dem anderen produziert. Dennoch schien es beiden klar zu werden, dass sich für sie eine Ära dem Ende zuneigte. John wollte keine Konzerte mehr geben und Taupin war mit einer gescheiterten Ehe und Alkoholproblemen konfrontiert. Es war wenig verwunderlich, dass Melodien und Texte des Albums „Blue Moves“ nur als pessimistisch und traurig bezeichnet werden konnten.

## B-Seite
Die Rückseite der Single enthielt „Shoulder Holster“, ebenfalls dem Album „Blue Moves“ entnommen. Der Text handelt von einer mit Rachegelüsten beseelten, ihrem ungetreuen Gatten nachjagende Ehefrau, die sich jedoch ihrer eigenen Versäumnisse erinnert und schließlich alleine und ohne Vergeltung verübt zu haben nach Hause zurückkehrt. Mit satten Bläserarrangements und treibendem Beat setzt der Titel, auch über die Lyrik, einen stimmigen Kontrapunkt zur A-Seite.

## Besetzung
- Elton John – Gesang, Klavier
- Carl Fortina – Akkordeon
- Kenny Passarelli – Bassgitarre
- Ray Cooper – Vibraphone
- James Newton Howard – E-Piano, Geigenarrangement
- Gus Dudgeon – Produzent

## Rezensionen
John hätte wohl keine bessere Auswahl treffen können. „Sorry Seems to Be the Hardest Word“ war die erste Single seines Albums „Blue Moves“. Obwohl es ein Klagelied über unglückliche Liebe ist, kam es mehr als eine höfliche Note des sich wie immer angemessen verhaltenen Metroland-Jungen rüber, wessen Gefühle er auch immer gerade verletzt haben mag. „It’s a sad, sad situation“ sang er in einem Moment der unbewussten, psychologischen Wahrheit, der Superstar war plötzlich genauso verloren und verwundbar wie Reggie Dwight es immer gewesen war. Er schien um Vergebung zu bitten und sollte sie im Großen und Ganzen auch erhalten.

## Kommerzieller Erfolg

### Chartplatzierungen
| ChartsChartplatzierungen       | Höchstplatzierung | Wochen |
| ------------------------------ | ----------------- | ------ |
| Vereinigte Staaten (Billboard) | 6 (14 Wo.)        | 14     |
| Vereinigtes Königreich (OCC)   | 11 (10 Wo.)       | 10     |

| ChartsJahrescharts (1977)      | Platzierung |
| ------------------------------ | ----------- |
| Vereinigte Staaten (Billboard) | 95          |

### Auszeichnungen für Musikverkäufe
| Land/Region                  | Auszeichnungen für Musikverkäufe (Land/Region, Auszeichnung, Verkäufe) | Verkäufe  |
| ---------------------------- | ---------------------------------------------------------------------- | --------- |
| Kanada (MC)                  | Gold                                                                   | 75.000    |
| Vereinigte Staaten (RIAA)    | Gold                                                                   | 1.000.000 |
| Vereinigtes Königreich (BPI) | Silber                                                                 | 200.000   |
| Insgesamt                    | 1× Silber · 2× Gold ·                                                  | 1.275.000 |

Hauptartikel: Elton John/Auszeichnungen für Musikverkäufe

## Coverversionen
Im Laufe der Jahre spielten sehr viele Künstler das Lied erneut ein oder verwendeten Teile daraus.
Einer der ersten, der den Titel interpretierte, war Frank Sinatra. Sieben Mal sang er den Titel in seinen Konzerten, nahm jedoch niemals eine Studioversion dazu auf. Eine Audioaufnahme davon ist auf Youtube zu finden.
Auch von Juliane Werding gibt es unter dem Titel Verzeihung mir zu sagen ist so schwer eine deutsche Version des Liedes. Der deutsche Text stammt von Hans-Ulrich Weigel. Das Lied wurde 1977 auf Juliane Werdings LP Oh Mann, oh Mann... veröffentlicht.
Dottie West nahm den Titel 1981 für ihr Album Wild West auf.
Die italienische Künstlerin Mina verwendete das Lied 1987 auf ihrem Album Rane supreme.
1991 interpretierte Joe Cocker den Titel auf dem Album von Elton John und Bernie Taupin Two Rooms: Celebrating the Songs of Elton John & Bernie Taupin.
Die Country-Sänger Suzy Bogguss und Chet Atkins veröffentlichten das Lied 1994 auf dem Album Simpatico. Es wurde auch als Single herausgegeben, erreichte jedoch keine Chartplatzierung.
Ein Jahr später übersetzte der argentinische Sänger und Komponist Pedro Aznar das Lied ins Spanische und verwendete es als Ya no hay forma de pedir perdón auf dem Album David y Goliath.
Im gleichen Jahr veröffentlichte Anne Haigis unter dem Titel Nacht aus Glas eine deutsche Version.
Eine weitere Version kreierte Scatman John mit Dance- und Technostilelementen.
1997 erschien das Lied auf dem Album Steven Houghton des gleichnamigen Künstlers.
Jimmy Scott veröffentlichte 1998 den Titel auf dem Album Holding Back The Years; auf der Rückseite des Albums wird das Lied als Sorry Seems To Be The Hardest aufgelistet.
Im Jahr 2002 interpretierte die englische Band Blue für ihr zweites Studioalbum „One Love“ den Titel neu. Das Lied wurde gemeinsam mit Elton John aufgenommen und international erfolgreicher als der Originaltitel.
Das Debütalbum „Freedom“ aus dem Jahr 2003 von Ana Bettz enthielt ebenfalls das Lied. Zusätzlich wurde zur Verkaufsförderung eine Ein-Titel-Single herausgegeben.
2004 wurden drei weitere Versionen herausgebracht. Zuerst nahmen Ray Charles und Elton John das Lied als Duett für das erst nach dem Tod Charles veröffentlichte Album Genius Loves Company auf. Den Beschreibungen des Albums kann entnommen werden, dass diese Aufnahme die letzte für das „Genius“-Projekt war. Insoweit gehört sie zu den letzten Aufnahmen der Musiklegende, wenn es nicht sogar die allerletzte überhaupt war.
Mary J. Blige sang den Titel für den Film Bridget Jones – Am Rande des Wahnsinns, Kenny G mit Richard Marx für ihr Duettalbum At Last…The Duets Album ein.
Der Teilnehmer am American Idol-Wettbewerb Clay Aiken verwendete den Titel 2006 auf seinem Album A Thousand Different Ways. Leona Lewis, die Gewinnerin von The X Factor, spielte das Lied für ihre Nr. 1 Debütsingle A Moment Like This ein.
Im gleichen Jahr nahm der Saxophonist Michael Lington das Stück für sein Album „A Song for You“ auf.
Kim Wilde und ihr Vater Marty Wilde sangen den Titel auf dem AIDS Benefit Concert Live AIDS im britischen Wembley am 1. April 1987. Zwanzig Jahre später nahmen sie eine Version für Marty Wildes Greatest Hits Album "Born to rock’n'roll anlässlich seines fünfzigsten Bühnenjubiläums auf.
Toše Proeski interpretierte das Lied in einem Konzert. Die Aufnahme wurde posthum 2011 auf dem Album So ljubav od Toše verwendet.
Sarah Darling spielte den Titel 2011 für ihr zweites Studioalbum Angels & Devils ein.
2012 Das australische Electron-Popduo Pnau produzierten ein Album mit acht Einspielungen von Elton-John-Liedern für das Album Good Morning to the Night. Der Haupttitel war das Lied Sad, in dem auch Teile von Sorry Seems to Be the Hardest Word verwendet wurden.
Der maltesische Kinderstar Veronica Rotin verwendete das Lied 2014 auf ihrem gleichnamigen Debütalbum.
Die kanadische Komponistin und Sängerin Diana Krall interpretierte das Lied auf ihrem zwölften Studioalbum Wallflower im Jahr 2015.